# La reina de las esposas
La reina de las esposas (en hangul, 내조의 여왕; romanización revisada, Naejoui Yeowang), es una serie de televisión dramática surcoreana emitida durante 2009 y protagonizada por Kim Nam Joo, Oh Ji Ho, Yoon Sang Hyun, Lee Hye Young, Choi Cheol Ho y Sunwoo Sun. La serie marca el regreso tras 8 años la actriz Kim Nam Joo a la televisión.
Fue emitida en su país de origen por MBC desde el 16 de marzo hasta el 19 de mayo de 2009, con una longitud de 20 episodios al aire las noches de los días lunes y martes a las 21:55 (KST). Inicialmente fue concebida por DRM Media, para 16 episodios, pero debido a las altas cifras de audiencia, fue extendida en 20, y además se lanzó la secuela La reina de los reveses en 2010.

## Argumento
Chun Ji Ae y Yang Bong Soon son compañeras de clase de la escuela secundaria que no tenían la mejor relación con los demás. Ji Ae fue la chica más popular de la escuela mientras Bong Soon era la chica que de la que siempre se hizo burlas. Años más tarde, los papeles se invierten con Bong Soon quien logró casarse con el exnovio de Ji Ae mediante tretas, y ahora es gerente con un gran éxito de la empresa Queens, mientras que el marido de Ji Ae, Ohn Dal Soo, es sólo un trabajador de empresa promedio desempleado. Con esfuerzo de Ji Ae, Ohn Dal Soo logra conseguir empleo en Queens, pero pronto se verá envuelto en varios y divertidos líos.
Dal Soo tiene la suerte de encontrarse con su antigua compañera de universidad Eun So Hyuk, una millonaria que ahora esposa del presidente de Queens. Heo Tae Joon, y quien siempre estuvo enamorada de Ohn Dal Soo. Eun So Hyuk intenta que Ohn Dal Soo tenga un romance extramarital con ella, mientras que Heo Tae Joon conoce por casualidad a Ji Ae e igualmente se enamora de ella.

## Reparto

### Personajes principales
- Kim Nam Joo como Chun Ji Ae.
- Oh Ji Ho como Ohn Dal Soo.
- Lee Hye Young como Yang Bong Soon.
- Sun Woo Sun como Eun So Hyuk.
- Choi Chul Ho como Han Joon Hyuk.
- Yoon Sang Hyun como Heo Tae Joon.
- Kim Chang Wan como Kim Hong Shik.
- Nah Young Hee como Jang Young Sook.

### Personajes secundarios
- Park Joo Hee como Go Mi Young.
- Lee Seung Ah como Kim Young Sun.
- Jung Soo Young como Ji Hwa Ja.
- Hwang Hyo Eun como Lee Seul.
- Joo Min Ha como Jung Go Woon.
- Ham Jae Hee como Gong Young Min.
- Kim Jung Hak como Yang (jefe del departamento).
- Lee Mae Ri como Jung Ran (esposa de Yang).
- Kang Soo Han como Han Hyuk Chan (hijo de Bong Soon y Joon Hyuk).
- Kim Sung Kyum como Presidente Heo (padre de Tae Joon).
- Yoo Ji In como Madre de Tae Joon.
- Kim Young Ran como Madre de Ji Ae.
- Baek Seung Hee como Hyang Suk.
- Kim Do Yun como Ahn Jung Sook.

### Otros personajes
- Yoo Jae Suk como Solicitante (Cameo, ep 20).
- Park Myung Soo como Solicitante (Cameo, ep 20).
- Jung Hyung Don como Solicitante (Cameo, ep 20).
- Jun Jin como Solicitante (Cameo, ep 20).
- Kim Sung Min como Amiga de Tae Joon (Cameo, ep 16).
- Kim Shin Young como Pareja en el sauna (Cameo, ep 11).
- Shin Dong Hee como Pareja en el sauna (Cameo, ep 11).
- Kim Seung Woo como Oficial de policía (Cameo, ep 3).

## Audiencia
En azul la audiencia más baja y en rojo la más alta, correspondientes a las empresas medidoras TNms y AGB Nielsen.
| Ep. #    | Fecha de estreno    | Share        | Share        | Share       | Share       |
| Ep. #    | Fecha de estreno    | TNmS Ratings | TNmS Ratings | AGB Nielsen | AGB Nielsen |
| Ep. #    | Fecha de estreno    | Nacional     | Seúl         | Nacional    | Seúl        |
| -------- | ------------------- | ------------ | ------------ | ----------- | ----------- |
| 1        | 16 de marzo de 2009 | 8.7 %        | 9.8 %        | 10.1 %      | 11.2 %      |
| 2        | 17 de marzo de 2009 | 10.3 %       | 10.7 %       | 10.9 %      | 11.1 %      |
| 3        | 23 de marzo de 2009 | 9.6 %        | 7.8 %        | 12.1 %      | 12.2 %      |
| 4        | 24 de marzo de 2009 | 11.2 %       | 11.8 %       | 12.1 %      | 12.2 %      |
| 5        | 30 de marzo de 2009 | 11.5 %       | 11.8 %       | 11.9 %      | 12.9 %      |
| 6        | 31 de marzo de 2009 | 12.0 %       | 11.6 %       | 12.8 %      | 14.0 %      |
| 7        | 6 de abril de 2009  | 20.0 %       | 20.7 %       | 18.4 %      | 19.9 %      |
| 8        | 7 de abril de 2009  | 21.3 %       | 22.0 %       | 21.3 %      | 23.4 %      |
| 9        | 13 de abril de 2009 | 21.6 %       | 22.2 %       | 21.3 %      | 23.4 %      |
| 10       | 14 de abril de 2009 | 24.1 %       | 25.6 %       | 21.9 %      | 24.2 %      |
| 11       | 20 de abril de 2009 | 24.2 %       | 24.9 %       | 24.2 %      | 25.6 %      |
| 12       | 21 de abril de 2009 | 24.4 %       | 25.6 %       | 24.1 %      | 25.6 %      |
| 13       | 27 de abril de 2009 | 25.2 %       | 26.5 %       | 25.3 %      | 27.6 %      |
| 14       | 28 de abril de 2009 | 27.4 %       | 29.3 %       | 25.4 %      | 27.3 %      |
| 15       | 4 de mayo de 2009   | 26.6 %       | 28.4 %       | 26.3 %      | 29.0 %      |
| 16       | 5 de mayo de 2009   | 29.2 %       | 31.1 %       | 29.1 %      | 31.0 %      |
| 17       | 11 de mayo de 2009  | 30.4 %       | 32.2 %       | 28.2 %      | 31.1 %      |
| 18       | 12 de mayo de 2009  | 30.0 %       | 31.8 %       | 28.7 %      | 31.4 %      |
| 19       | 18 de mayo de 2009  | 29.9 %       | 29.9 %       | 28.1 %      | 31.4 %      |
| 20       | 19 de mayo de 2009  | 31.7 %       | 33.7 %       | 30.6 %      | 33.6 %      |
| Promedio | Promedio            | 22.1 %       | 23.0 %       | 21.1 %      | 22.9 %      |

## Premios y nominaciones
| Año  | Premio                                    | Categoría                            | Nominado                | Resultado |
| ---- | ----------------------------------------- | ------------------------------------ | ----------------------- | --------- |
| 2009 | Ministerio de cultura, deportes y turismo | Actriz del año                       | Kim Nam Joo             | Ganador   |
| 2009 | MBC Drama Awards                          | Premio a la alta excelencia, actor   | Yoon Sang Hyun          | Ganador   |
| 2009 | MBC Drama Awards                          | Premio a la alta excelencia, actriz  | Kim Nam Joo             | Ganador   |
| 2009 | MBC Drama Awards                          | Premio a la excelencia, actor        | Choi Cheol Ho           | Ganador   |
| 2009 | MBC Drama Awards                          | Premio a la excelencia, actriz       | Lee Hye Young           | Ganador   |
| 2009 | MBC Drama Awards                          | Premio dorado a la actuación, actor  | Kim Chang Wan           | Ganador   |
| 2009 | MBC Drama Awards                          | Premio dorado a la actuación, actriz | Na Young Hee            | Ganador   |
| 2009 | MBC Drama Awards                          | Mejor nueva actriz                   | Sunwoo Sun              | Nominado  |
| 2009 | MBC Drama Awards                          | Mejor escritor                       | Park Ji Eun             | Ganador   |
| 2010 | Baeksang Arts Awards                      | Mejor drama                          | La reina de las esposas | Nominado  |
| 2010 | Baeksang Arts Awards                      | Mejor director (TV)                  | Go Dong Sun             | Ganador   |
| 2010 | Baeksang Arts Awards                      | Mejor actor (TV)                     | Yoon Sang Hyun          | Nominado  |
| 2010 | Baeksang Arts Awards                      | Mejor actriz (TV)                    | Kim Nam Joo             | Ganador   |
| 2010 | Baeksang Arts Awards                      | Mejor guion (TV)                     | Park Ji Eun             | Nominado  |
| 2010 | CETV Awards                               | Gran Premio                          | Kim Nam Joo             | Ganador   |
| 2010 | CETV Awards                               | Top 10 Asian Stars                   | Kim Nam Joo             | Ganador   |

## Emisión internacional
- China: Anhui Television.
- Costa Rica: SINART.
- Cuba: Canal Habana.
- Ecuador: Ecuador TV.
- El Salvador: Canal 12.
- Estados Unidos: Pasiones.
- Filipinas: TV5.
- Guatemala: Guatevision.
- Hong Kong: TVB Jade.
- Japón: KNTV, TBS y BS-TBS.
- Nicaragua: VozTV.
- Perú: Panamericana Televisión.
- Taiwán: CTV.
- Venezuela: La Tele.
- República Dominicana: Pasiones.
- Honduras: TNH.